# Anhållande
Anhållande är i svensk rätt en form av tillfälligt frihetsberövande i avvaktan på häktning eller frisläppande. Under anhållandetiden sitter den frihetsberövad oftast inlåst i en polisarrest.  
För att anhålla någon krävs att det finns skäl för häktning eller att den misstänkte är skäligen misstänkt för brottet och om det är av synnerlig vikt att personen tas i förvar i avvaktan på ytterligare utredning.
Beslut om anhållande fattas av åklagare. Åklagaren ska göra häktningsframställan till tingsrätten senast kl 12 tredje dagen efter anhållningsbeslutet. I annat fall ska den anhållne släppas på fri fot.

## Fotnoter
1. ↑  ”Rättegångsbalk (1942:740)”. 18 juli 1942. Arkiverad från originalet den 7 mars 2017. https://web.archive.org/web/20170307124104/https://lagen.nu/1942:740#K24P6. Läst 8 april 2017.
2. ↑  ”Rättegångsbalk (1942:740)”. 18 juli 1942. Arkiverad från originalet den 7 mars 2017. https://web.archive.org/web/20170307124104/https://lagen.nu/1942:740#K24P12. Läst 8 april 2017.